# Motodrom Halbemond
Das Motodrom Halbemond ist ein Stadion auf dem Gebiet der Gemeinde Halbemond (Samtgemeinde Hage im Landkreis Aurich, Ostfriesland), in dem Motorrad-Speedwayrennen ausgetragen werden. Das Motodrom liegt etwa 5 km südöstlich des Stadtzentrums von Norden.

## Streckenbeschreibung
Das Stadion fasst 34.000 Zuschauer auf 30.000 Steh- und 4.000 Sitzplätzen. Damit ist das Motodrom Halbemond das mit Abstand größte Stadion Ostfrieslands und das größte reine Speedwaystadion in Europa.
Das Motodrom befindet sich auf einer sieben Hektar großen Fläche, die dem „MC Norden“ gehört. Die Speedwaybahn hat eine Länge von 396 Metern und ist auf den Geraden 12 Meter breit. Die Kurvenbreiten betragen 16 Meter. Damit gehört die Rennbahn zu den schnellsten der Welt. Die Bahn wird von einer 1,20 Meter hohen Holzbande begrenzt.
Direkt östlich des Motodroms grenzt ein Motocross-Kurs an das Stadion.

## Geschichte
Das Motodrom wurde erstmals 1972 als Sportanlage genutzt. In seiner jetzigen Form besteht es seit 1983, als es eigens für die Austragung des Speedway-Weltfinales 1983 erweitert wurde. Der deutsche Motorsportler Egon Müller konnte am 4. September 1983 den Heimvorteil nutzen und als erster und bisher einziger Deutscher den Titel eines Speedwayweltmeisters erringen.
Da weitere deutsche Erfolge ausblieben, schwand auch das öffentliche Interesse für Speedwaysport in Deutschland, weshalb das Motodrom jahrelang brachlag. Seit der Jahrtausendwende finden wieder regelmäßig Speedwayrennen statt, unter anderem werden Länderkämpfe und Prädikatsläufe zur Deutschen Speedwaymeisterschaft dort ausgetragen. 2005 stellte der MC Norden sogar eine Speedwaymannschaft, die an den Läufen der 2. Speedway-Bundesliga Gruppe Nord teilnahm. 2008 fand im Rahmen der Junioren-WM erstmals seit 25 Jahren wieder ein WM-Lauf im Motodrom statt. In der Saison 2015 stellte der MC Norden eine Mannschaft in der 1. Speedway-Bundesliga unter dem Namen Norden-Haie. Seither trägt der Verein im Motodrom Meisterschaften und Pokalwettbewerbe aus.